# Gaku Shibasaki
Gaku Shibasaki (柴崎 岳; Aomori, 28 de maio de 1992) é um futebolista que atua no Kashima Antlers e pela Seleção Japonesa de Futebol. Revelado pelo Kashima Antlers, ele participou da Copa da Ásia de 2015 e foi destaque da Copa do Mundo de Clubes da FIFA de 2016.

## Carreira

### Kashima Antlers
Gaku foi revelado pelo Kashima Antlers, no clube se profissionalizou, em 2011, e foi conquistando espaço sendo titular do meio-campo do Kashima.
Shibasaki foi sendo importante nas conquistas, sobretudo na temporada 2016, quando foi campeão japonês, e disputou o Mundial Inter-Clubes, marcando 2 gols importantes na final contra o Real Madrid. Esta visibilidade o levou a transferência ao futebol espanhol.

### Tenerife
Shibasaki desembarcou nas Ilhas Canárias, em 2017, para atuar no segundo turno, da Liga Adelante no Tenerife. Fez ótima campanha, porém, o acesso bateu na trave na equipe azul das canárias.

### Getafe
Suas boas atuações no Tenerife, fizeram o à ser promovido para o Getafe, contrata-lo para a temporada 2017-2018.

## Títulos
Kashima Antlers
- Copa da Liga Japonesa 2011, 2012,2015
- Copa Suruga Bank: 2012, 2013
- Copa do imperador:2016
- Campeonato japonês:2016

### Prêmios individuais
- 99º melhor jogador do ano de 2016 (Marca)[2]
- Bola de Bronze mundial de clubes FIFA 2016